# Østerlars kyrka

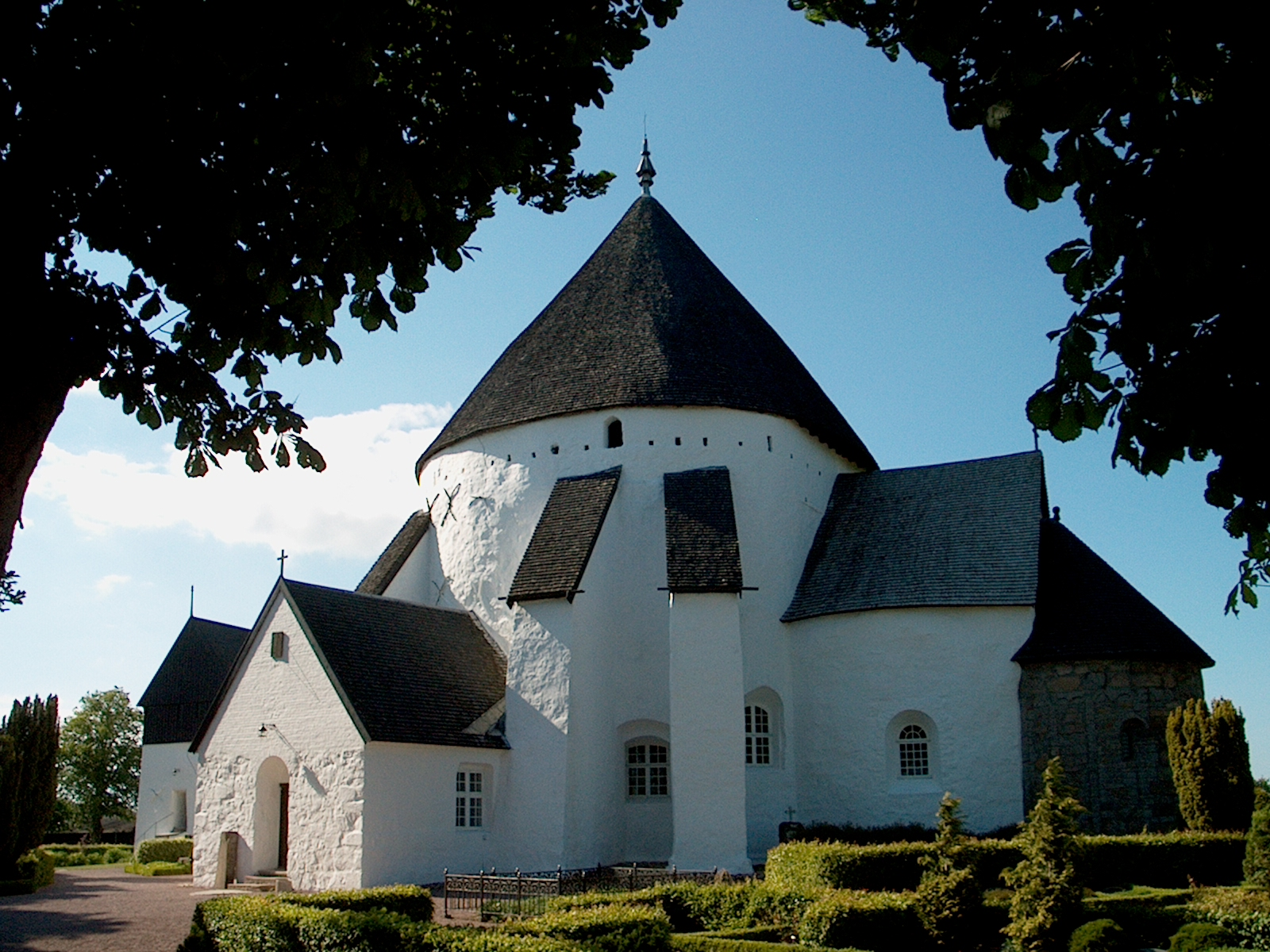
Østerlars kyrka med strävpelare och tillbyggnader. Lägg märke till den välbevarade oputsade absiden med romanska bågar.

Østerlars kyrka, på danska Østerlars Kirke, är en kyrka i Østerlarsker socken på Bornholm. Kyrkan är den största av Bornholms fyra rundkyrkor. De övriga är Sankt Ols Kirke, Nylars Kirke och Ny Kirke.
Kyrkan anses vara uppförd omkring 1150, och under takskägget (taksprånget) finns avsatser som anses tidigare ha burit upp en väktargång (skyttegång). 
Många historiker menar att de flesta rundkyrkor byggts som kombinerade försvarsverk och gudstjänstlokaler (kyrkor). I princip skulle det ligga närmare till hands att bygga både en riktig borg och en vanlig kyrka, men på den tiden var stenbyggnader så sällsynta att man inte hade erfarenhet av att angripa eller försvara dem. Därför ville man vara på den säkra sidan och kombinera funktionerna i oroliga trakter med mycket samfärdsel.
Man bör också ha i minnet att också vanliga avlånga landsortskyrkor från 1100-talet är byggda så att dörrarna ska kunna blockeras solitt inifrån, med kraftiga tvärbjälkar, som gick in i djupa hålrum i murarna på bägge sidor om dörren. På 1600-talet tog det en hel dag för en svensk här att inta Fanefjord kirke (en vanlig kyrka, ej en rundkyrka), som bara försvarades av sexton man. Rundkyrkorna är bara mer utvecklade försvarsbyggnader än vanliga kyrkor, därigenom att dörrarna kunde försvaras ovanifrån. Möjligtvis har rundkyrkorna också ingått i ett system av fyrbåkar.
Kyrkan ligger på en höjd cirka 500 meter norr om själva byn Österlars.

## Bildgalleri

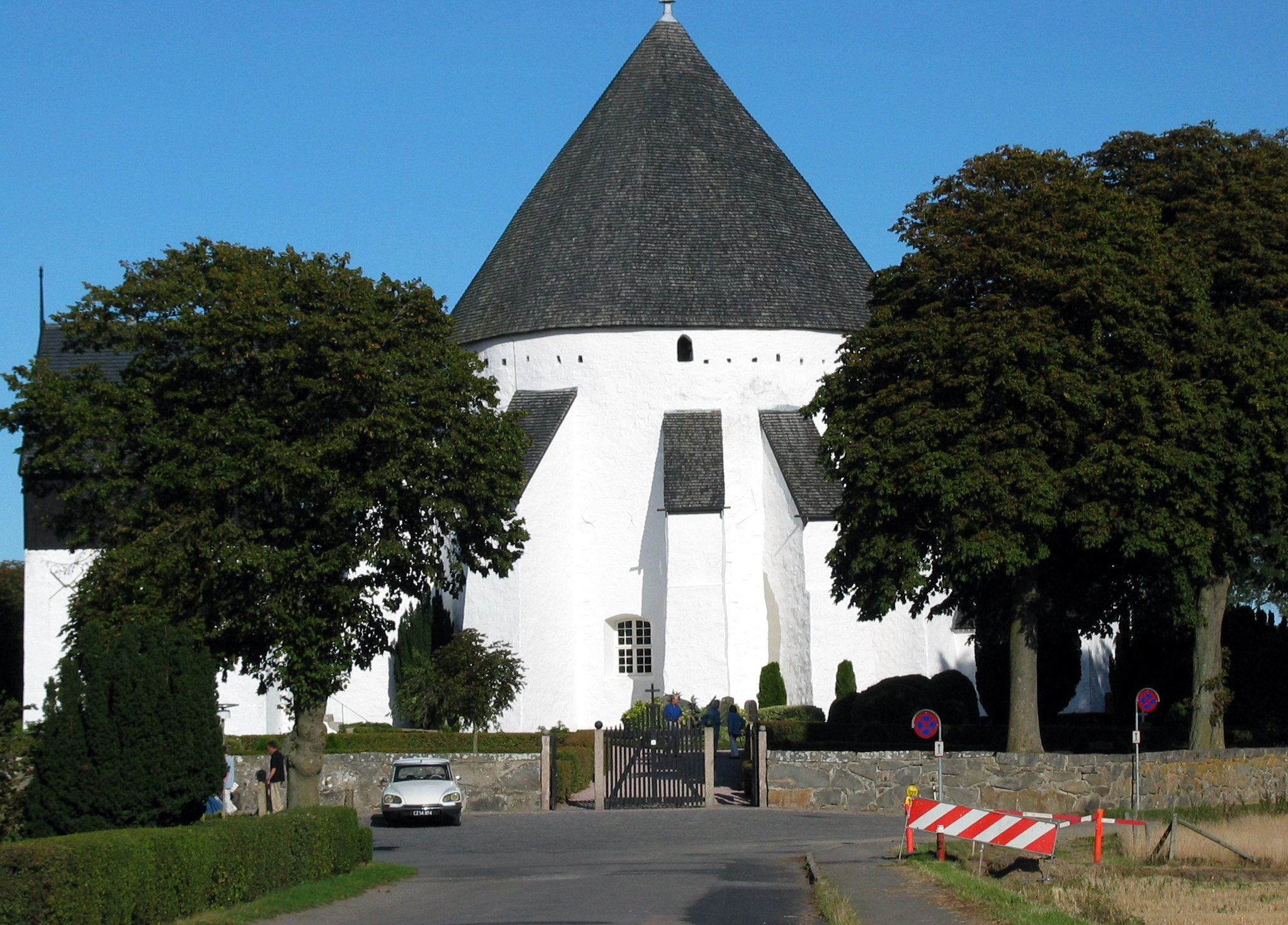
Kyrkan på lite avstånd.
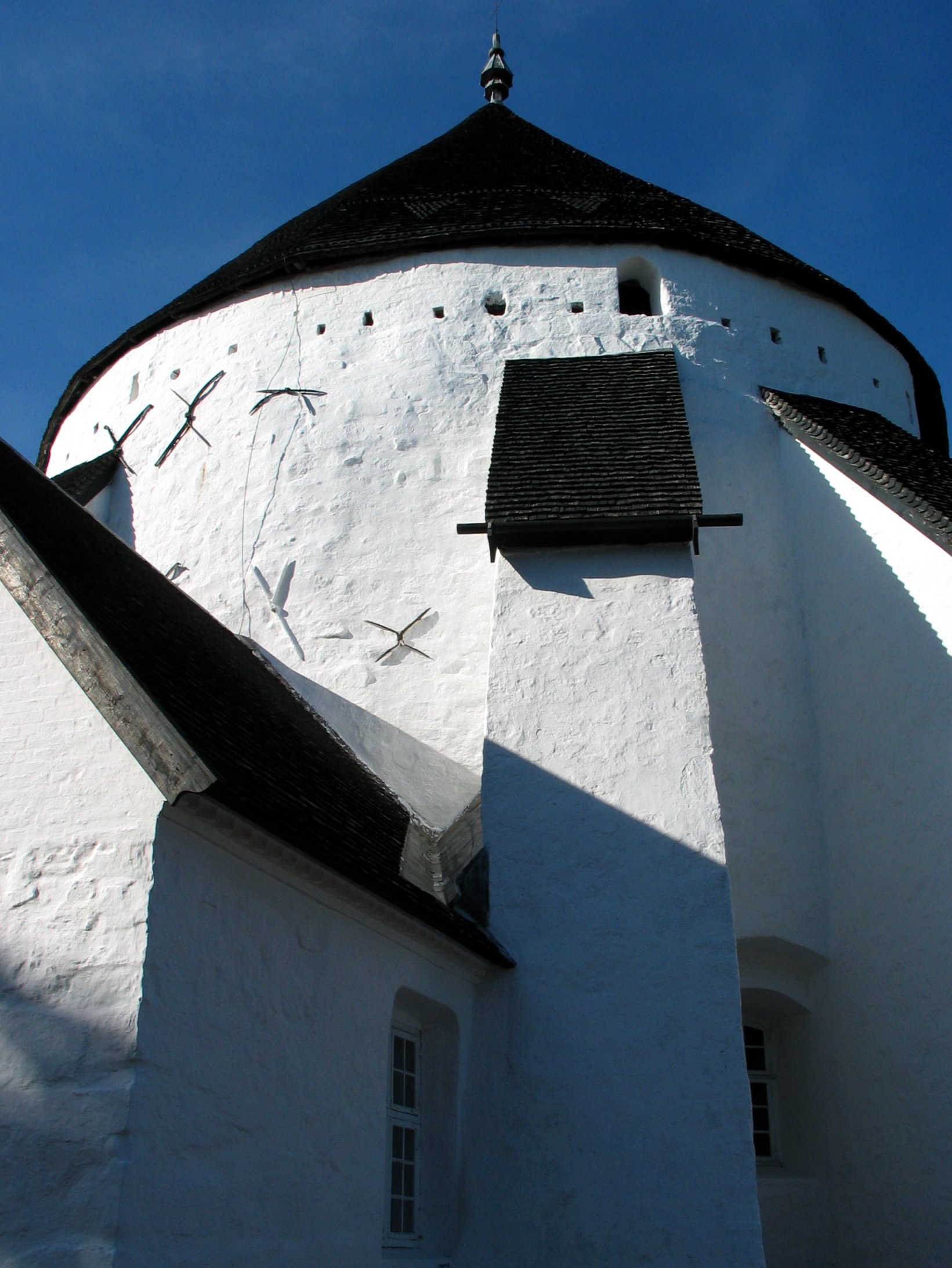
Vy uppåt tornet.
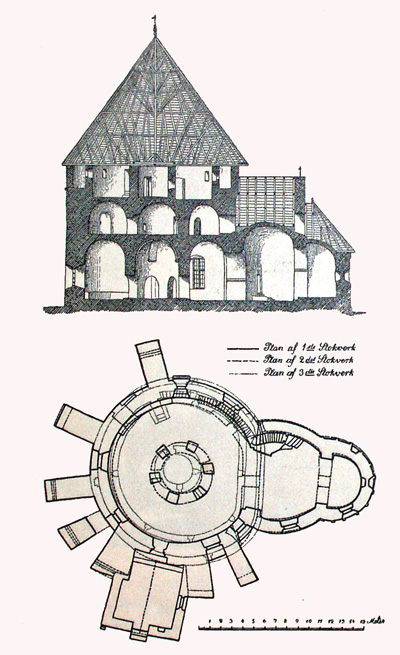
Grundplan med tvärsnitt.
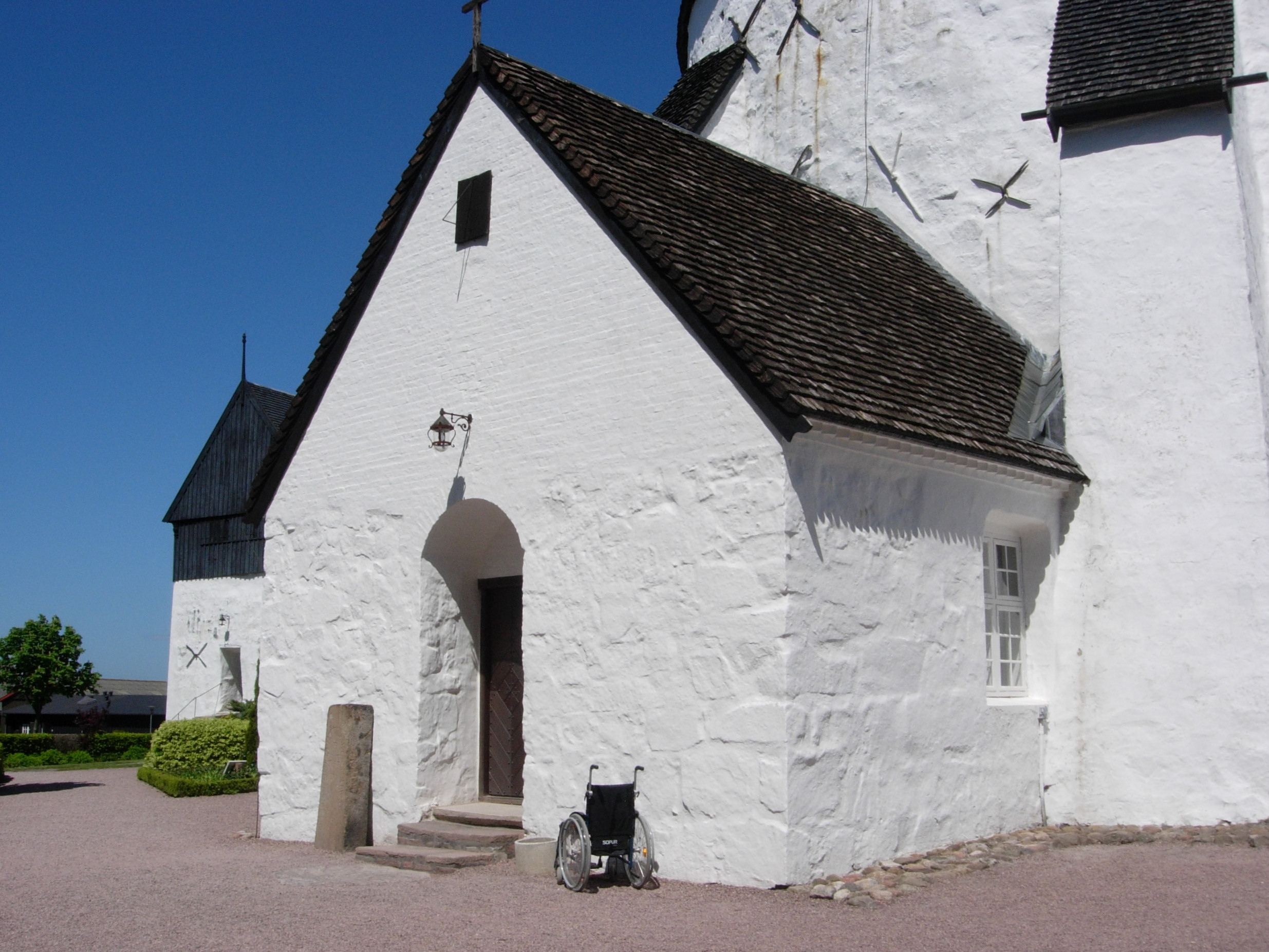
Vapenhus.
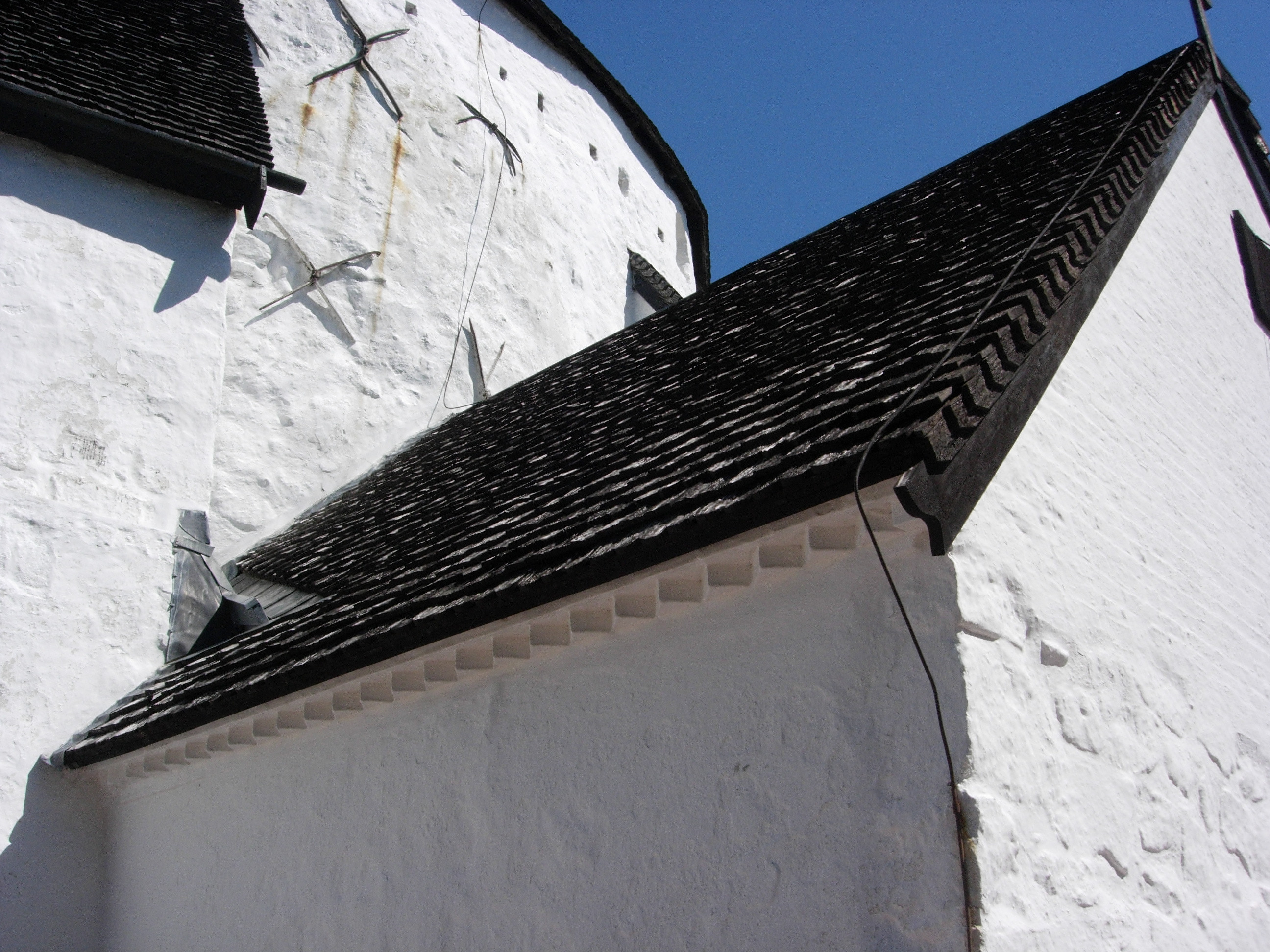
Det tjärade spåntaket.

- Wikimedia Commons har media som rör Østerlars kyrka.